# ويليام هنري كامبل
ويليام هنري كامبل (بالإنجليزية: William Henry Campbell)‏ هو رجل دين ‏ أمريكي، ولد في 14 سبتمبر 1808 في بالتيمور في الولايات المتحدة، وتوفي في 7 ديسمبر 1890 في نيو برونزويك في الولايات المتحدة.